# Palmeira das Missões
Palmeira das Missões este un oraș în Rio Grande do Sul (RS), Brazilia.